# Valmy (1847)
Valmy var ett linjeskepp i Frankrikes flotta och ett av de största seglande örlogsfartyg som någonsin byggts. Fartyget, som fick sitt namn efter den franska segern i slaget vid Valmy 1792, byggdes i Brest och sjösattes den 25 september 1847. Bestyckningen omfattade 120 kanoner av olika storlekar uppställda på tre batteridäck. Skrovsidorna gjordes lodräta, vilket väsentligt ökade utrymmet på de övre batterierna, men försämrade i gengäld skeppets stabilitet till den grad att stabilisatorer fick installeras under vattenlinjen. Valmy deltog i striderna i Svarta havet under Krimkriget 1853-1856. Efter återkomsten till Frankrike användes hon som övningsfartyg med namnet Borda från 1864 till 1890. Hon ströks ur flottans rullor 1891 och höggs upp strax därefter. 